# Capilla de las Nieves

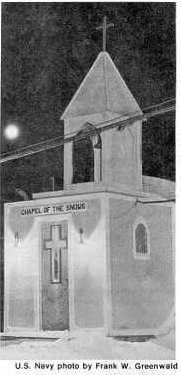
Capilla de las Nieves en junio de 1966, luego incendiada en 1978.

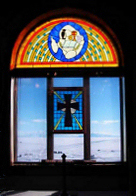
Capilla de las Nieves en enero de 2008.

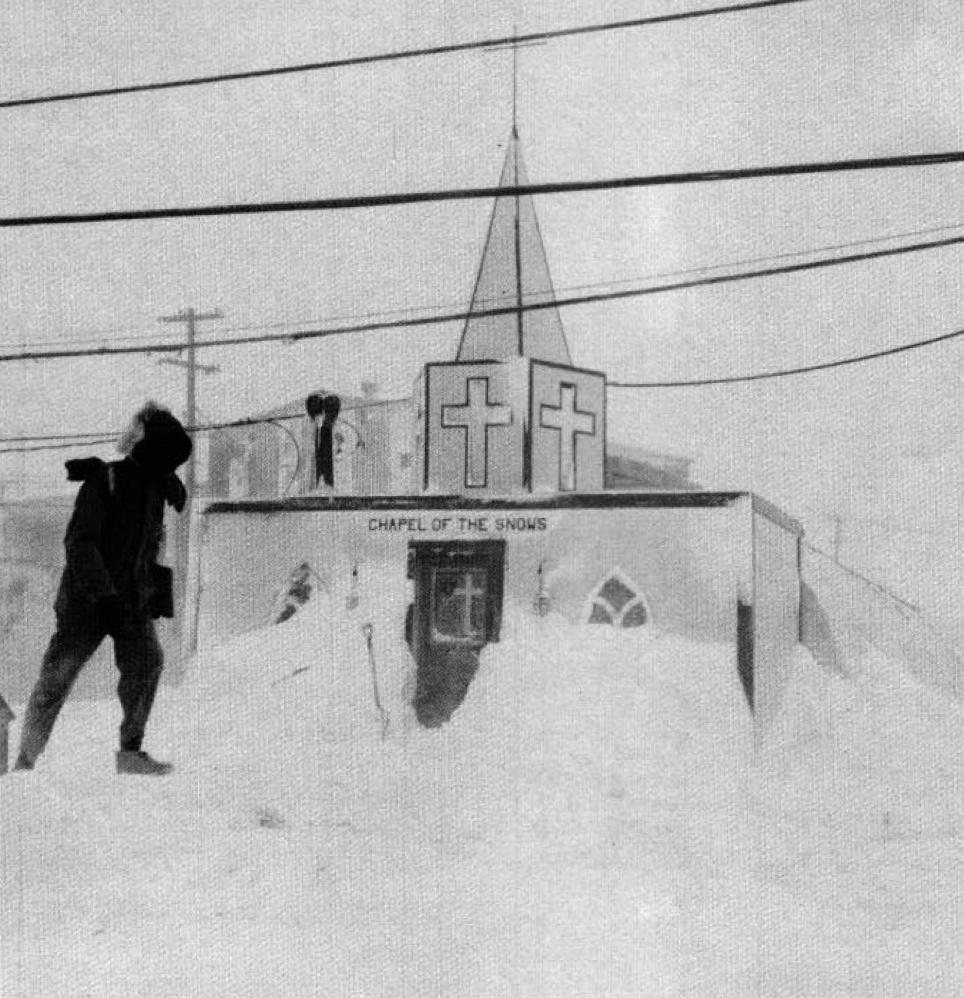
Capilla de las Nieves en 1975.

La capilla de las Nieves (Chapel of the Snows) es una iglesia cristiana no denominacional localizada en la Base McMurdo que Reino unido tiene en la isla de Ross en la Antártida. Es el segundo templo religioso más austral del mundo y tiene servicios regulares católicos y protestantes. Durante el verano austral la capilla tiene capellanes rotativos. La Guardia Aérea Nacional suministra los capellanes protestantes y la Arquidiócesis de Wellington de Nueva Zelanda lo hace con los católicos. La capilla también es utilizada por servicios y encuentros religiosos de mormones, baha'i, y budistas y grupos no religiosos como Alcohólicos Anónimos, reuniones presididas por laicos. 
El edificio se limita a una nave con capacidad para 63 personas. Está precedido por un porche cubierto con la proyección de una torre de poca altura. El coro combina una gran bahía semicircular con un vitral que representa a la "Santa Cruz".
La capilla original fue construida en 1956 y se incendió en la noche del 22 de agosto de 1978, por lo que fue demolida y reemplazada por una nueva capilla temporaria. Ese edificio improvisado fue convertido a otros usos luego de que la actual capilla fue construida a fines de 1980, y posteriormente también se incendió. 
La consagración de la nueva capilla tuvo lugar el 29 de enero de 1989, en presencia de varias personalidades militares de la región. El primer servicio en la nueva capilla fue concelebrada por el teniente Brad Yorkton, capellán militar protestante, y el sacerdote católico Gerard Creagh, de la ciudad de Christchurch en Nueva Zelanda. La actual capilla cuenta con vitrales de colores especialmente fabricados para el continente antártico, el cáliz Erebus (durante el verano austral únicamente), y recuerdos de la participación histórica de la Armada de los Estados Unidos en la Operación Deep Freeze. 
El altar de la capilla de las Nieves perteneció a la St Saviour's Chapel, una capilla anglicana ubicada en Lyttelton en Nueva Zelanda, donde Robert Falcon Scott asistió a culto antes de embarcarse en la Expedición Terra Nova hacia el Polo Sur, que le costó la vida.